# Burzet
Burzet (en francès i occità) és un municipi francès situat al departament de l'Ardecha i a la regió d'Alvèrnia-Roine-Alps. L'any 2007 tenia 497 habitants.

## Demografia

### Població
El 2007 la població de fet de Burzet era de 497 persones. Hi havia 203 famílies de les quals 98 eren unipersonals (49 homes vivint sols i 49 dones vivint soles), 57 parelles sense fills, 44 parelles amb fills i 4 famílies monoparentals amb fills.
La població ha evolucionat segons el següent gràfic:
Habitants censats

### Habitatges
El 2007 hi havia 549 habitatges, 239 eren l'habitatge principal de la família, 299 eren segones residències i 11 estaven desocupats. 503 eren cases i 45 eren apartaments. Dels 239 habitatges principals, 167 estaven ocupats pels seus propietaris, 62 estaven llogats i ocupats pels llogaters i 10 estaven cedits a títol gratuït; 4 tenien una cambra, 19 en tenien dues, 75 en tenien tres, 84 en tenien quatre i 56 en tenien cinc o més. 145 habitatges disposaven pel capbaix d'una plaça de pàrquing. A 106 habitatges hi havia un automòbil i a 84 n'hi havia dos o més.

### Piràmide de població
La piràmide de població per edats i sexe el 2009 era:
| Homes | Edats   | Dones |
| ----- | ------- | ----- |
| 0     | 95 o +  | 0     |
| 4     | 90 a 94 | 0     |
| 8     | 85 a 89 | 8     |
| 4     | 80 a 84 | 8     |
| 24    | 75 a 79 | 28    |
| 4     | 70 a 74 | 32    |
| 28    | 65 a 69 | 20    |
| 12    | 60 a 64 | 20    |
| 16    | 55 a 59 | 8     |
| 20    | 50 a 54 | 24    |
| 16    | 45 a 49 | 32    |
| 16    | 40 a 44 | 8     |
| 20    | 35 a 39 | 20    |
| 12    | 30 a 34 | 8     |
| 16    | 25 a 29 | 0     |
| 4     | 20 a 24 | 12    |
| 4     | 15 a 19 | 8     |
| 20    | 10 a 14 | 4     |
| 8     | 5 a 9   | 4     |
| 0     | 0 a 4   | 0     |

## Economia
El 2007 la població en edat de treballar era de 291 persones, 180 eren actives i 111 eren inactives. De les 180 persones actives 161 estaven ocupades (99 homes i 62 dones) i 18 estaven aturades (3 homes i 15 dones). De les 111 persones inactives 49 estaven jubilades, 19 estaven estudiant i 43 estaven classificades com a «altres inactius».

### Ingressos
El 2009 a Burzet hi havia 229 unitats fiscals que integraven 428 persones, la mediana anual d'ingressos fiscals per persona era de 13.620 €.

### Activitats econòmiques
Dels 47 establiments que hi havia el 2007, 6 eren d'empreses extractives, 3 d'empreses alimentàries, 1 d'una empresa de fabricació d'altres productes industrials, 9 d'empreses de construcció, 5 d'empreses de comerç i reparació d'automòbils, 2 d'empreses de transport, 9 d'empreses d'hostatgeria i restauració, 4 d'empreses immobiliàries i 8 d'entitats de l'administració pública.
Dels 16 establiments de servei als particulars que hi havia el 2009, 1 era una gendarmeria, 1 oficina de correu, 1 taller de reparació d'automòbils i de material agrícola, 6 paletes, 1 fusteria, 1 lampisteria, 1 electricista, 3 restaurants i 1 agència immobiliària.
Dels 4 establiments comercials que hi havia el 2009, 1 era una gran superfície de material de bricolatge, 2 fleques i 1 una fleca.
L'any 2000 a Burzet hi havia 22 explotacions agrícoles que ocupaven un total de 92 hectàrees.

## Equipaments sanitaris i escolars
El 2009 hi havia 2 escoles elementals.

## Poblacions més properes
El següent diagrama mostra les poblacions més properes.